# Макроекономіка
Макроеконо́міка, також макроеконо́мія або макроекономі́чна тео́рія (від грец. μακρός «великий»; грец. οἶκος, «дім» та грец. νόμος, «закон») — галузь економічної науки або частка націонал-економії, яка вивчає поведінку народного господарства як єдиного цілого в контексті аналізу глобальних ринків та їх взаємозв'язків. Макроекономіка займається функціонуванням таких секторів народного господарства як ресурси, платіжний баланс, інфляція.
Разом з мікроекономікою та інституціональною економікою, макроекономіка розглядається як частина сучасної економічної теорії.

## Загальна характеристика
Макроекономіка — наука, що вивчає закономірності функціонування національної економіки, тобто функціонування економіки країни в цілому (або її частини, галузі), такі загальні процеси і явища як інфляція, безробіття, бюджетний дефіцит, економічне зростання, державне регулювання тощо. Макроекономіка оперує такими поняттями як ВВП, ВНП, сукупний попит, сукупна пропозиція, платіжний баланс, грошові ринки товарів і праці, використовуючи агреговані показники. Вперше термін використаний в 1933 році.
Окрім неї, економіку вивчають багато інших економічних наук: політична економія, мікроекономіка, маркетинг, менеджмент, галузеві та функціональні економіки та ін. Водночас макроекономіка як наука насамперед спирається на положення та висновки політичної економії про розвиток виробничих відносин, розширене відтворення, дію об'єктивних економічних законів та механізми їх використання у практиці господарювання. Вона також має безпосередній зв'язок з математикою і статистикою, широко використовує методи економіко-математичного моделювання, що перетворює її у точну науку, дозволяє перейти від якісного до кількісного аналізу економічних явищ, процесів та закономірностей, які відбуваються в економіці.
Отже, макроекономіка формує наукові уявлення про функціонування економіки на національному рівні. Вона досліджує господарську діяльність та взаємодію всієї сукупності економічних суб'єктів. Внутрішній стан та функціонування економічної системи як єдиного цілого забезпечується зв'язками між елементами, що входять до її складу, і зовнішнім середовищем. Мікроекономіка вивчає механізм функціонування та взаємовідносини індивідуальних економічних агентів, до яких належать окремі підприємства та організації (фірми, комерційні банки, страхові компанії тощо).
Макроекономіка базується на мікроекономічних явищах та процесах, що означає:
- макроекономічні показники є результатом зведення показників економічної діяльності окремих домогосподарств та фірм;
- макроекономічні закономірності відображають тенденції масової поведінки на мікрорівні;
- при побудові макроекономічних моделей виходять із припущення про те, що домогосподарства та фірми приймають оптимальні мікроекономічні рішення;
- макроекономічні процеси є результатом взаємодії економічних агентів та економічної політики держави.

Австрійська економічна школа не визнає поділу економічної теорії на мікроекономіку та макроекономіку, вважаючи макроекономіку апологетикою державного регулювання, яке викривлює відносини добровільного обміну.

## Заснування і походження терміна "макроекономіка"
Вперше поділ на "мікродинаміку" і "макродинаміку" запропонував засновник економетрики, один з перших лауреатів Премії з економіки пам'яті А. Нобеля Раґнар Фріш у 1933 р. До наукового обігу термін "макроекономіка" увів Лоуренс Клейн (стаття «Макроекономіка і теорія раціональної поведінки», 1946 р).
У підручнику Пола Самуельсона «Економіка» ділення на макроекономіку і мікроекономіку вперше з'явилося у 1958 р.
Фактичним засновником макроекономіки як обґрунтування способів активного державного втручання у діяльність ринків, вважають Джона Мейнарда Кейнса. При цьому сам Дж М. Кейнс вважав, що «батьком макроекономіки» є відомий український учений М. Туган-Барановський, котрий був першим економістом-східноєвропейцем, чиї праці заслужили визнання і нині мають практичне застосування для економіки в найрозвиненіших країнах світу.
Пол Самуельсон у питанні про походження макроекономіки вважає, що потрібно зробити крок назад від Кейнса й почати розглядати як засновників Кнута Вікселя, Ірвінга Фішера та Артура Сесіла Пігу, оскільки "Загальна теорія" Кейнса народилася як полеміка з цими авторами, через що її повноцінне розуміння не можливе без хоча б часткового ознайомлення з роботами цих авторів.

## Об'єкт макроекономіки
Об'єктом макроекономіки є економічна система, що являє собою сукупність економічних суб'єктів, діяльність яких спирається на історично визначені форми виробничих відносин та адекватні їм механізми регулювання економічної діяльності. Окремі економічні системи відрізняються між собою формами власності на засоби виробництва та механізмами регулювання економіки. За цими ознаками економічні системи поділяють на три типи: ринкова економіка (чистий ринок), командно-адміністративна економіка (планова економіка), змішана економіка. Проміжним варіантом економічної системи є перехідна економіка. 

## Основні проблеми макроекономіки
- Економічне зростання, економічні цикли: Що таке економічне зростання? Як визначити темпи економічного зростання? Які чинники можуть впливати на економічне зростання? Як економічне зростання впливає на розвиток даної країни?
- Безробіття: Хто такі безробітні? Чи є безробіття позитивним або згубним фактором для економіки? Як боротися з безробіттям? Як можна визначити різні рівні безробіття в країні? На що впливає безробіття?
- Загальний рівень цін: Що мають на увазі під загальним рівнем цін? Як зміни в ціновому рівні впливають на стан економіки? Що таке інфляція? Яка інфляція корисна, а яка шкідлива?
- Грошовий обіг, рівень ставки відсотка: Яка роль грошей в макроекономіці? Що впливає на загальну ставку відсотка і на що вона впливає в економіці?
- Державний бюджет: Як держава регулює свої доходи і витрати? Як залежать такі критерії як добробут суспільства або розвиток бізнесу в країні від змін в державному бюджеті?
- Торговий баланс: Як країна здійснює міжнародну торгівлю з іншими країнами? Як зміни в експорті та імпорті впливають на валютний курс, розвиток даної країни, стан світової економіки?

## Предмет макроекономіки
З точки зору предметних областей (явищ і процесів, які вивчаються), предмет макроекономіки розкривається через такі основні питання:
- обсяг виробництва національної економіки (обсяг ВВП та темп його зростання);
- рівень цін (рівень інфляції);
- рівень безробіття;
- стан платіжного балансу.
Предметом макроекономіки є причинно-наслідковий механізм функціонування економіки, який являє собою сукупність зв'язків між окремими макроекономічними процесами та явищами. Макроекономіка повинна, з одного боку, визначати систему функцій, які відтворюють причинно-наслідкові зв'язки в економіці; з іншого — розкривати можливості людей впливати на причини з метою корегування тих наслідків, які вони викликають в економіці. Отже, макроекономіка виконує як пізнавальну, так і прикладну функцію. 

## Позитивний та нормативний аналіз в макроекономіці
Макроекономіку, що виконує пізнавальну функцію, називають позитивною, а макроекономіку, що виконує прикладну функцію — нормативною.
Розгляд процесів «як є» — позитивний (або дескриптивний, описувальний) аналіз, розгляд процесів «як має бути» — нормативний (або прескриптивний, приписовий аналіз).
Прокладання шляху від ситуації «як є» до ситуації «як має бути» — розробка економічної політики. Нормативна макроекономіка — обґрунтування необхідності втручання держави в економіку.
Поділ економіки на «позитивну», «нормативну» і «мистецтво економіки» (економічну політику) запропонував англійський економіст Джон Невілл Кейнс, 1852—1949 (батько Джона Мейнарда Кейнса).

## Види економічної політики
- Фіскальна (бюджетно-податкова) — вплив на економіку за допомогою зміни в оподаткуванні та державних витратах.
- Монетарна (кредитно-грошова) — вплив на економіку за допомогою змін в обсязі, структурі та умовах обертання грошової маси.

## Основні макроекономічні показники
Відповідно до основних предметних областей, виділяють чотири основні макроекономічні показники:
1. Обсяг ВВП (гр. од./період) та темп його зростання (%) (показує обсяг виробництва і споживання благ в економіці).
2. Рівень цін (%) або рівень інфляції (показує динаміку загального рівня цін в економіці).
3. Рівень безробіття (%) (показник зайнятості ресурсів у виробництві).
4. Стан платіжного балансу (гр. од./період) (різниця між закордонними надходженнями грошових коштів та виплатами за кордон).

## Аґреґування в макроекономіці
Макроекономічний аналіз використовує аґреґати, аґреґовані показники. Аґреґовані показники — зведені, сумарні показники. В основі макроекономічних показників, явищ, процесів, моделей, знаходяться відповідні мікроекономічні. Аґреґування — шлях від мікроекономічного до макроекономічного аналізу.
Наприклад, споживачем в мікроекономіці виступає домогосподарство (модель домогосподарства). В макроекономіці розглядається поведінка не окремого споживача (домогосподарства), а усіх споживачів — усієї сукупності домогосподарств. Уся сукупність домогосподарств розглядається як один суб'єкт макроекономіки — споживчий сектор, сектор споживання, сектор домогосподарств.
Якщо аґреґувати випуск усіх фірм в економіці за певними правилами, то отримаємо показник ВВП (валового внутрішнього продукту), який є аґреґованим показником. Так само зведена динаміка цін на окремих ринках (мікрорівень аналізу) дає показники рівня цін (макрорівень аналізу).
Також аґреґування в макроекономіці застосується при оцінці обсягу та структури грошової маси. Використовується поняття "грошові аґреґати" (М0, М1, М2, М3).

## Суб'єкти макроекономіки
Суб'єкти (дійові особи, макроекономічні агенти, сектори) макроекономіки:
1. Сектор домашніх господарств.
2. Сектор фірм (підприємницький сектор).
3. Державний сектор (держава).
4. Закордонний сектор (решта світу).

Всі макроекономічні суб`єкти є агрегованими (аґреґатами), оскільки утворюються шляхом укрупнення відповідних мікроекономічних одиниць (Див. Агрегування).
Взаємодія між суб`єктами макроекономіки ілюструється за допомогою моделі кругових потоків (моделі економічного кругообігу).
Іноді в якості суб`єкту макроекономіки виділяють фінансовий сектор, який у більшості вузівських матеріалів фігурує як фінансові ринки.

### Сектор домогосподарств (Households)
Сектор домашніх господарств (сектор споживання) складається з усіх домогосподарств, які є в національній економіці. 
Метою діяльності (місією) сектору домогосподарств є максимізація споживання благ (отримати максимум корисності за мінімуму витрат). 
Сектор домогосподарств відіграє подвійну роль в економіці:  
1) постачальник всіх економічних ресурсів (земля, праця, капітал, підприємництво) на ринки ресурсів (формує сукупну пропозицію ресурсів); 
2) покупець благ на ринку благ (формує значну частину сукупного попиту на ринку благ).  
Сектор домогосподарств на ринках ресурсів заробляє національний дохід, який складається з факторних доходів (заробітної плати, ренти, процента, прибутку) та враховує непрямі податки.  
Домашні господарства здійснюють такі види економічної діяльності і виконують відповідні ролі:   
1) пропонують і продають ресурси (фактори виробництва) на ринку ресурсів - продавець ресурсів;  
2) споживають частину заробленого національного доходу, купуючи блага на споживчому ринку (ринку благ) — покупець благ;  
3) заощаджують частину національного доходу (відкладене споживання, споживання майбутніх періодів, фонд накопичення) — заощаджувач;
4) примусово віддають частину заробленого національного доходу у вигляді податків до державного сектора (до державного бюджету) — платник податків; 
5) пред’являють попит і купують блага іноземного виробництва у закордонного сектора — споживач закордонних благ.  
Відповідно до цих видів діяльності і ролей, сектор домогосподарств в моделі кругових потоків пов’язаний з ринками та іншими суб’єктами такими грошовими потоками: 
вхідний грошовий потік:
1) національний дохід з ринку ресурсів; 
вихідні грошові потоки: 
2) споживчі витрати на споживчому ринку; 
3) заощадження на фінансових ринках; 
4) чисті податки до державного сектора; 
5) платежі за імпортні блага до закордонного сектора. 

### Сектор фірм (Business sector)
Сектор фірм (підприємницький сектор, бізнес-сектор, виробничий сектор) — агрегований суб`єкт, який складається з усіх наявних фірм в економіці. 
Метою діяльності сектору фірм є максимізація випуску і продажу благ.
Сектор фірм використовує куплені у домашніх господарств ресурси для виробництва благ, які продає сектору домогосподарств на ринку благ. Підприємницький сектор здійснює такі види економічної діяльності: 1) пред’являє попит на ресурси (фактори виробництва — землю, капітал, працю, підприємництво) на ринку ресурсів, виступає їхнім покупцем; 2) пропонує результати своєї діяльності — вироблені блага (товари і послуги) на ринку благ (споживчому ринку); 3) інвестує, беручи позики на фінансових ринках (у фінансового сектора).
Сектор домогосподарств і сектор фірм утворюють приватний сектор економіки (двосекторна модель економічного обігу).

### Державний сектор (Government)
Державний сектор (держава) — це всі державні підприємства, інститути та установи, або ж сукупність центральних та місцевих органів влади.  
Метою діяльності державного сектора є створення суспільних благ.  
Створення суспільних благ відбувається за рахунок податкових надходжень від сектора домогосподарств і сектору фірм шляхом здійснення державних витрат. 
До суспільних благ відносять зовнішню і внутрішню безпеку, освіту, охорону здоров`я, досягнення фундаментальної науки, соціальну та виробничу інфраструктуру). 
Держава також створює таке суспільне благо як правове середовище для діяльності економіки, здійснює перерозподіл доходів, конфісковуючи частину доходів сектору домогосподарств у вигляді податків, та здійснюючи державні витрати, які складаються з державних закупок товарів та послуг та державних трансфертів. Перерозподіл конфіскованих у приватного сектора доходів відбувається через державний бюджет.
Приватний сектор і державний сектор утворюють закриту економіку (модель закритої економіки).

### Закордонний сектор (Foreign sector)
Зовнішній економічний сектор (іноземний сектор, решта світу) включає всі закордонні національні економічні системи. 
Метою діяльності закордонного сектора є максимізація вигід від зовнішньої торгівлі.
Вплив закордонного сектора на вітчизняну економіку здійснюється через взаємний обмін товарами та послугами (експорт та імпорт), капіталом (закордонні інвестиції), позиками (закордонні позики), міжнародними трансфертами (міжнародна гуманітарна допомога, подарунки).
Закрита економіка і закордонний сектор утворюють відкриту економіку (модель, яка включає усі чотири сектори економіки).

## Методи макроекономіки
Макроекономіка використовує загальнонаукові методи:
1. Наукової абстракції.
2. Аналізу та синтезу.
3. Індукції та дедукції.
4. Математично-статистичних оцінок.

При цьому специфічним методом макроекономіки є моделювання.
Моделювання набуло особливого значення для макроекономіки, оскільки в макроекономіці неможливий науковий експеримент. Неможливість експерименту виникає внаслідок того, що макроекономіка вивчає поведінку національних економік, кожна з яких є унікальною системою, тобто її неможливо порівняти з аналогічною. Крім того, динаміка економічного розвитку постійно змінює національні економічні системи.   

## Моделювання в макроекономіці

### Макроекономічна модель
Економічна модель — це система взаємозв'язків між економічними змінними, яка дає змогу прогнозувати результат. Іншими словами, вона використовується для передбачення того, як зміни економічних умов призведуть до зміни економічних результатів. Економічні змінні — це натуральні величини, які можуть якимось чином вимірюватися, або суми грошей, що можуть набувати певних значень.
Висновки з економічних моделей виражаються у формі гіпотез, тобто тверджень про причини і наслідки, які потребують підтвердження чи заперечення фактами.
Метою економічного моделювання є намагання допомогти зрозуміти, як функціонує той чи інший сектор економіки. Буде помилковим вважати, що чим більше модель схожа на реальний процес, тим вона краща. Критерієм корисності економічної моделі є не ступінь її відповідності реальним економічним процесам, а відповідність отриманих за її допомогою прогнозів реальним подіям. Тому модель має бути максимально спрощена, що дасть змогу розширити масштаби та ефективність її використання. Скажімо, якщо заграва під час заходу сонця дає можливість із значною імовірністю прогнозувати вітряну погоду наступного дня, то маємо просту модель, яка набагато корисніша, ніж побудована на складному вивченні напрямків руху повітряних потоків за допомогою зондів, супутників, тощо.

### Неможливість експерименту в макроекономіці
Науковці отримують підтвердження своїх теорій і гіпотез, проводячи експерименти. В макроекономіці експеримент неможливий принципово, оскільки не існує двох однакових національних економік, одну з яких можна б було використати як контрольну одиницю. Тому основним методом дослідження макроекономіки є моделювання.

### Екзогенні та ендогенні змінні
Побудова моделі пов'язана з втратою частини інформації про об'єкт, який досліджується. Це допомагає абстрагуватися від його другорядних елементів, сконцентруватися на головних складових системи та їхніх взаємозв'язках. Відомі величини, що вводяться в модель в готовому вигляді, називаються екзогенними змінними (тж. зовнішніми, вхідними, незалежними); величини, які отримують у рамках моделі при вирішенні поставленого завдання, називаються ендогенними змінними (тж. внутрішніми, вихідними, залежними).

### Форми представлення макроекономічних моделей

#### Вербальна
Найпростішою формою представлення зв'язку між економічними даними є вербальна (мовна) форма - опис зв'язку між входом і виходом за допомогою слів. Наприклад: "обсяг споживчих витрат домогосподарств прямо залежить від доходів домогосподарств". За допомогою мовної конструкції з'єднуються між собою вхідна величина (екзогенна) — доходи домогосподарств та вихідна величина (ендогенна) - обсяг споживчих витрат. Також у цій моделі описано характер залежності між величинами - пряма залежність, тобто чим більшим є вхід (доходи домогосподарств), тим більшим є вихід (споживчі витрати домогосподарств).

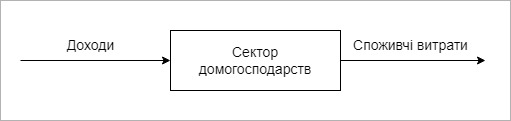
Схематична модель сектору домогосподарств.

#### Схематична
Таку модель нескладно представити у вигляді схеми, тобто збудувати схематичну модель, яка наочно доповнює вербальну форму.

#### Аналітична
Для подальшої формалізації зв'язку між входом і виходом використовується аналітична форма представлення моделі — опис залежності економічних величин за допомогою математичної функції, яка у найзагальнішому вигляді виглядає як y = f(x), де x — вхідна величина (аргумент функції), y — вихідна величина (значення функції).
Найпростішою формою функції є лінійна функція: y = kx + b, яка використовується в макроекономіці для моделювання лінійних залежностей між величинами (наприклад, для побудови лінії сукупного попиту).
Використання математичного апарату в макроекономіці є економіко-математичним моделюванням, поєднання математичних методів з економічними моделями вивчає економетрика.

#### Графічна
Визначення характеру (лінійний або нелінійний) та напряму (прямий або обернений) зв'язку між економічними величинами дозволяє використовувати математичний апарат для моделювання (аналітичні моделі) і будувати графічні моделі, які можна розглядати як похідні від аналітичних. Графічні моделі будуються у системі відповідних координат і наочно демонструють характер та напрям зв'язку між екзогенними та ендогенними економічними величинами. Ключем до читання графічних макроекономічних моделей є чітке розуміння що є входом і що є виходом у моделі, яка розглядається.

#### Таблична
Крім того, аналітична мікроекономічна модель для наочності також може бути представлена у табличній формі, яка теж може розглядатися як похідна від аналітичної.

### Макроекономічні моделі як «чорна скриня»
Навчальні макроекономічні моделі являють собою «чорну скриню» — модель, в якій відомі тільки вхід і вихід. Що відбувається у середині моделі, невідомо.

### Особливості макроекономічних моделей
Особливістю макроекономічного моделювання є використання макроекономічних моделей для прогнозування наслідків економічної політики. Для таких моделей вхідними (екзогенними) змінними є показники інструментів економічної політики, а вихідними (ендогенними), є показники стану економіки — ВВП, інфляція, безробіття, платіжний баланс й т.д. Таким чином, макроекономічні моделі можуть давати відповідь на питання: що буде з економікою (ВВП, інфляція, безробіття, ...), якщо до неї застосувати інструменти економічної політики (податки, державні витрати, зміни у грошовій масі, й т.п.).
Отже, сама ідеологія макроекономіки (яку іноді називають "кейнсіанською економікою") передбачає втручання держави у діяльність ринків. Макроекономічні моделі використовуються для обґрунтування використання фіскальних та монетарних інструментів економічної політики.

## Макроекономічні моделі

Традиційна діаграма AS – AD, що показує зсув AD та криву AS, яка стає нееластичною за межі потенційного виходу.

### Сукупний попит - сукупна пропозиція
Модель AD-AS стала стандартною  моделлю для пояснення макроекономіки. Ця модель показує рівень цін та рівень реального випуску з урахуванням рівноваги сукупного попиту та сукупної пропозиції. Нахил кривої сукупного попиту донизу означає, що більший обсяг продукції вимагається при нижчих рівнях цін. Схил донизу є результатом трьох ефектів: ефекту Пігу або реального балансу, який стверджує, що зі зниженням реальних цін реальне багатство збільшується, що призводить до вищого споживчого попиту на товари; ефект Кейнса або процентної ставки, який стверджує, що в міру падіння цін попит на гроші зменшується, внаслідок чого процентні ставки знижуються, а позики для інвестицій та споживання зростають; та ефект чистого експорту, який стверджує, що в міру зростання цін вітчизняні товари стають порівняно дорожчими для іноземних споживачів, що призводить до зниження експорту.  
У звичайному кейнсіанському використанні моделі AS-AD крива сукупної пропозиції є горизонтальною на низьких рівнях виробництва і стає нееластичною поблизу точки потенційного випуску, що відповідає повній зайнятості. Оскільки економіка не може виробляти більше потенційного випуску, будь-яке розширення AD призведе до вищих рівнів цін замість вищого випуску.
Діаграма AD – AS може моделювати різноманітні макроекономічні явища, включаючи інфляцію. Зміни факторів чи факторів, що не визначають рівень цін, спричиняють зміни сукупного попиту та зміщення всієї кривої сукупного попиту (AD). Коли попит на товари перевищує пропозицію, виникає інфляційний розрив, де відбувається інфляція, що спричиняє попит, і крива AD зміщується вгору на вищий рівень цін. Коли економіка стикається з вищими витратами, відбувається інфляція, що стимулює витрати, і крива AS зміщується вгору до вищих рівнів цін. Діаграма AS – AD також широко використовується як педагогічний інструмент для моделювання ефектів різних макроекономічних політик.

У цьому прикладі діаграми IS / LM крива IS рухається вправо, спричинюючи вищі процентні ставки (i) та розширення "реальної" економіки (реальний ВВП, або Y).

### IS-LM
Модель IS – LM дає підґрунтя сукупного попиту. Це відповідає на питання "Яка кількість товарів вимагається за будь-якого рівня цін?". Ця модель показує, яке поєднання процентних ставок та випуску забезпечить одночасну рівновагу як на товарному, так і на грошовому ринках. Ринок товарів моделюється як рівність між інвестиціями та державними та приватними заощадженнями (IS; I - Investments, S - savings), а грошовий ринок моделюється як рівновага між пропозицією грошей та перевагою ліквідності.
Крива IS складається з точок (комбінацій доходу та процентної ставки), де інвестиції, враховуючи процентну ставку, дорівнюють державним та приватним заощадженням з урахуванням випуску. Крива IS є похилою донизу, оскільки випуск та процентна ставка мають зворотну залежність на товарному ринку: із збільшенням обсягу виробництва заощаджується більше доходу, а це означає, що процентні ставки повинні бути нижчими, щоб стимулювати достатньо інвестицій, щоб відповідати заощадженням.
Крива LM (L- liquidity, M - money) похила вгору, оскільки процентна ставка та випуск мають позитивний взаємозв'язок на грошовому ринку: із збільшенням доходу (ідентично рівному випуску) попит на гроші збільшується, що призводить до зростання процентної ставки, щоб просто компенсувати початкове зростання попиту на гроші.
Модель IS-LM часто використовується для демонстрації наслідків грошово-кредитної та фіскальної політики. У підручниках часто використовується модель IS-LM, але вона не відрізняється складністю більшості сучасних макроекономічних моделей. Тим не менше, ці моделі все ще мають подібні відносини з тими, що є в IS-LM.

### Моделі зростання
Неокласична модель зростання Роберта Солоу (модель Солоу-Свона) стала загальноприйнятою підручниковою моделлю для пояснення економічного зростання в довгостроковій перспективі. Модель починається з виробничої функції, де національний обсяг виробництва є продуктом двох факторів: капіталу та праці. Модель Солоу припускає, що праця та капітал використовуються за незмінними темпами без коливань безробіття та використання капіталу, які зазвичай спостерігаються у ділових циклах.
Збільшення обсягу виробництва або економічне зростання може відбутися лише через збільшення запасу капіталу, збільшення чисельності населення або технологічного прогресу, що призводить до вищої продуктивності (загальної факторної продуктивності). Збільшення норми заощаджень призводить до тимчасового збільшення, оскільки економіка створює більше капіталу, що додає до виробництва. Однак врешті-решт норма амортизації обмежить розширення капіталу: заощадження будуть використані, замінюючи амортизований капітал, і ніяких заощаджень не залишиться для оплати додаткового збільшення капіталу. Модель Солоу передбачає, що економічне зростання з точки зору виробництва на душу населення залежить виключно від технологічного прогресу, що підвищує продуктивність.
У 1980-90-ті роках виникла теорія ендогенного зростання. Ця група моделей пояснює економічне зростання іншими факторами, такими як збільшення віддачі від масштабу капіталу та навчальний процес, які ендогенно визначаються замість екзогенного технологічного вдосконалення, що використовується для пояснення зростання в моделі Солоу.

## Макроекономічний аналіз
Макроекономічний аналіз (англ. Macroeconomic analyse) — аналіз національної економіки, окремих її частин з використанням макроекономічних показників, моделей, методів. Розрізняють ex-post макроекономічний аналіз — аналіз минулих станів національної економіки за допомогою показників Системи національних рахунків та ex-ante макроекономічний аналіз — аналіз майбутніх станів національної економіки за допомогою макроекономічного моделювання.

## Макроекономічний облік у Системі національних рахунків
Облік результатів внутрішнього і національного виробництва здійснюється за допомогою показників Системи національних рахунків (СНР). СНР є міжнародною статистичною системою, яка забезпечує отримання таких показників: 
- Валовий внутрішній продукт (ВВП)
- Чистий внутрішній продукт (ЧВП)
- Валовий національний дохід (ВНД)
- Національний дохід (НД) та ін.

## Макроекономічні показники
- Абсолютні та відносні
- Показники запасу і потоку
- Національні і внутрішні показники
- Валові та чисті показники
- Екзогенні та ендогенні показники
- Номінальні та реальні показники

## Основні розділи і теми макроекономіки
1. Основні поняття макроекономіки, модель кругових потоків (основа макроекономічного аналізу)
2. Макроекономічні показники у системі національних рахунків (СНР)
3. Економічні цикли: динаміка виробництва, цін, безробіття
4. Сукупний попит і сукупна пропозиція, макроекономічна рівновага на ринку благ
5. Держава в економіці: фіскальна та монетарна політика
6. Банківська система, грошові аґреґати, грошові мультиплікатори
7. Попит і пропозиція на грошовому ринку, рівновага на грошовому ринку
8. Одночасна рівновага на ринку благ і на грошовому ринку (модель IS-LM)
9. Економічне зростання, фактори економічного зростання
10. Зовнішня торгівля: теорії і моделі

## Макроекономічна рівновага
Стан в макроекономічній системі, коли сукупний попит дорівнює сукупній пропозиції, тобто досягнутий баланс між ресурсами та їх використанням.